# 宇野実彩子
宇野 実彩子（うの みさこ、1986年〈昭和61年〉7月16日 - ）は、日本の歌手、女優。エイベックスに所属する男女混合パフォーマンスグループAAA（トリプル・エー）のメンバー。作詞家、実業家、プロデューサー、デザイナー、モデル、YouTuberなどの顔を持つマルチタレント。東京都杉並区出身。血液型はO型。身長158cm。2015年、食事・健康・美容に関する生活の公認ファスティングカウンセラーとしても活動している。ソロアーティスト名義は「宇野実彩子（AAA）」。愛称は、宇野ちゃん。夫はNEWSの小山慶一郎。

## 略歴

### 生い立ち
1986年7月16日、北海道小樽市出身の父と教師をしている母の次女として東京都杉並区に生まれる。10歳差の兄、8歳差の姉がいる。姉の安彩子という名前にちなみ「実彩子」と名付けられる。
厳しい家庭教育を受けていた。白百合学園小学校、白百合学園中学校・高等学校卒業。白百合女子大学中退。
3歳の頃、兄姉の趣味の影響を受け、西洋音楽やダンスに触れている。幼い頃は自分に自信がなく人前に出るのが苦手だったが、小学2年生から読書感想文やダンスなど表現することに積極的になる。マイケル・ジャクソンのファンになり、英語にも興味を持ち、翻訳付きの英語漫画を繰り返し読んでいた。小学5年生の夏休みに世界各国の子供が集まるドイツのサマーキャンプに参加。
小学6年生の頃、ASAYANオーディションに合格した鈴木亜美を見て、芸能人に憧れ、オーディションを受けるが不合格。学生生活に戻る。中学3年生のとき、イギリスに1か月半留学、ホームステイする。イギリスを留学先に選んだ理由のひとつは、本場のミュージカル『CATS』を見るため。「さすが本場、さすがプロ。言葉は分からなくても、感動をくれる」と感銘を受ける。

### オーディションからデビューまで
中学生のころからいくつかオーディションを受ける。高校1年生になり、友達に「夏休みの記念に」と勧められ、エイベックスオーディション2002に応募する。『ever since』『Say the word』『NO.1』『Nostalgia』などのパフォーマンスを披露する。最終選考ではボーカル部門でA2ランク5位になり、合格を果たす。以後、エイベックス・アーティストアカデミーでレッスンを受ける。両親の助言で3年間の厳しいレッスンと学業を両立させた。2003年5月、SweetSのオーディション最終候補メンバーから落選。レッスンを受け初めて1年後、のちのAAAの男性メンバーと合流。2年目にスタッフからAAA結成に誘われる。

### デビュー後の活動

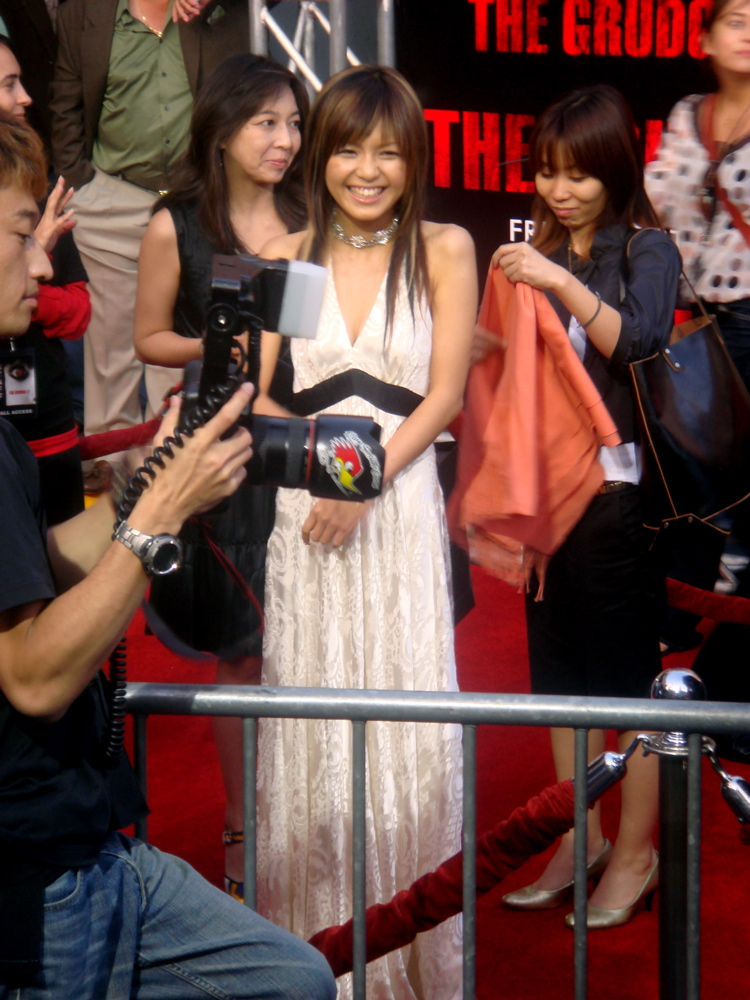
ハリウッドデビュー映画『呪怨 パンデミック』プレミアショー（2006年）にて

2005年7月放送の フジテレビドラマ『スローダンス』のサウンドトラックにゲストボーカルとして参加。同年9月14日にAAAシングル『BLOOD on FIRE』の女性リードボーカルとしてデビュー、雑誌やラジオ、テレビなど各方面で活動を始める。末吉秀太、伊藤千晃、與真司郎と共に『彼らの海・VIII -Sentimental Journey-』でテレビドラマ初出演。なお、反戦題材とした舞台『Theater of AAA 〜ボクラノテ〜』でヒロインのあかね役を演じた。
2006年、ハリウッド映画『呪怨 パンデミック（英題:The Grudge 2）』に女子高生・ミユキ（Miyuki）役で出演。プロデューサーの一瀬隆重は「英語力と演技力があってキュートな子がなかなかいなくて、諦めかけていた時に出会った」と述べている。演技で英語の発音が良すぎたため、「アメリカンスクールに通う日本人らしくない」と指摘され、録り直しとなる。ソロデビュー曲となった主題歌『End of This Way』では英語詞の作詞も担当した。また日本で公開された際、自らの役の日本語吹替を担当した。
2007年10月、ダンスを題材とした2008年度上半期のNHK連続テレビ小説 『瞳』で主人公の親友・遠藤恵子役を務める。その後、エイベックス創立20周年記念ショートドラマ『音女』に参加した。
2009年1月、日高光啓と共に東京オリンピック・パラリンピック招致イベント「TOKYO MOVE UPトークスペシャル」に歌手代表として出演する。この頃、精神的に疲れ、かつ運動神経の悪化に繋がり、ライブ会場や生活の中でよく転びそうになる。
2010年2月、初フォトブック『UNO』が発売され、私生活や初水着の写真などを披露。5月、公開された尾崎将也の初監督映画『ランデブー!』では、女優を目指す主人公・谷山めぐる役として初の主演を果たす。10月、ミュージカル『源氏物語×大黒摩季songs〜ボクは、十二単に恋をする〜』に出演。女優活動と並行し、AAAとしても『NHK紅白歌合戦』に初出演する。しかしミュージック・ビデオ『逢いたい理由』の撮影中に、ストレス性の急性胃腸炎を発症し、短期間で激しく痩せる。
2011年1月、舞台『銀河英雄伝説 第一章 銀河帝国編』に出演。主婦と生活社の女性向け雑誌『JUNON』で、ファッションや料理、旅行記、仕事などに関する連載を始める。

### 新たな挑戦
デビュー6年目となる頃、AAAにて今後の方向性としてバラエティ番組の進出を目指す。10月、総理大臣官邸にて「日越友好音楽祭　感謝状授与式」に出席し、感謝状を授与される。また、連続テレビ小説『梅ちゃん先生』で、キャバレーの歌手・矢吹あかねを演じた。
2012年8月、末吉秀太と共にセブン&アイ・ホールディングス「KIDS DANCE FESTIVAL」ゲスト審査員に就任。10月、AAAのメンバーと共に東京ガールズコレクションに出演。
2013年1月、フジテレビ系『GTO正月スペシャル！冬休みも熱血授業だ』に、キャバクラ嬢役で出演する。また、連続ドラマ『東京トイボックス』で初めてヒロイン・月山星乃を演じる。
2015年7月、29歳バースデーイベント『MEAT MEET and MISAKO』に、日本酵素・水素医療美容学会「公認ファスティングカウンセラー」の資格取得を報告した。9月、ベジタリアン雑誌『veggy』より、ファスティングやライフスタイルに関する連載を始める。10月、SPICY CHOCOLATEのKATSUYUKIからコラボボーカルの提案を受け、恋愛や結婚、家族を題材としたハジ→とのコラボ曲『あなたと明日も feat. ハジ→ & 宇野実彩子 (AAA)』を公開。
2016年10月、全日本空手道連盟「東京オリンピック2020年 正式種目決定を祝う会『AAAのアンバサダー認定式』」にて、アンバサダー認定状を受領した。
2017年4月24日、西島隆弘とのディズニーソング「Beauty and the Beast」の歌ってみた動画をYouTubeに公開。2017年6月2日放送のテレビ朝日系『ミュージックステーション』でも披露した。
2017年4月30日、「札幌コレクション2017」で行われた「札幌コレクション ボーカルオーディション2017」でゲスト審査員を務めた。

### ソロアーティスト活動
2018年2月14日、1stシングル「どうして恋してこんな」が発売され、ソロデビューを果たす。
2019年7月17日、1stアルバム「Honey Stories」発売。8月から全国ツアーを行った。
2019年12月25日 3rdソロツアー『UNO MISAKO Live House Tour 2020 "Sweet Hug"』の開催を発表。しかし新型コロナウイルスの影響で開催を延期。
2020年、自身の誕生日である7月16日に『UNO MISAKO Live House Tour 2020 "Sweet Hug"』の代替公演となるホールツアーを2021年1月29日より開催することを発表。同年11月6日には 1st mini ALBUM『Sweet Hug』を2021年1月6日にリリースすることを発表。新型コロナウイルスで中止となったライブハウスツアーの代替公演となる『UNO MISAKO LIVE TOUR 2021 "Sweet Hug"』はこのミニアルバムを引っ提げてまわることを発表した。
2021年7月27日、東京ガーデンシアターで開催された『UNO MISAKO Live Tour 2021 "Sweet Hug"』ファイナル公演の終了後、会場のスクリーンにおいて新プロジェクト『All AppreciAte project』の始動をサプライズ発表した。

### 新型コロナウイルス感染
2021年8月23日、新型コロナウイルスに感染したことをエイベックス・マネジメントが発表した。9月2日、活動再開を報告。

### 私生活
2024年3月13日、NEWSの小山慶一郎と結婚したことを報告。前日の3月12日（宇野の父の誕生日）に婚姻届を提出し、「大安」だった翌13日に所属事務所の公式サイトにて報告した。義姉は、みきママこと、料理研究家の藤原美樹。
2025年2月13日、第1子妊娠を自身のSNSにて公表。同年6月6日、第1子出産を自身のInstagramにて公表した。

## 人物・エピソード

### 性格・趣味・特技
- 名前の意味は「彩り豊かに実るように」 [18]。性格は主に母からの遺伝で、強気な姉にも影響を受けた[17]。また兄からは、日課の腹筋や音楽、ダンスの情報を得ている[17]。

- 趣味は旅行、スポーツ、小説。映画『ランデブー!』インタビューでは、スポーツは苦手であるにもかかわらず得意そうと言われてしまい困っていると述べている[41]。唯一得意なスポーツは水泳であり、特にバタフライが達者である。『UNO』や『UNO-BON』にて泳ぎぶりの写真を公開した。

- 好きな食べ物はブロッコリー、辛いもの、鍋、パイの実、カプリコのあたま、ウィルキンソンレモン[67]。
- 嫌いな食べ物はパクチー。

### 人物
- 普段は1人でコーヒー店に入り人間観察をしたり、友達と映画を観たりする。学生時代から紫のイメージカラーを付けている[68]。
- 大学は文学部英語英文学科に進学したが、デビュー後、授業に出ることが難しくなり「どちらも中途半端にしてしまうよりも、今はAAAの活動に全力をそそごう」という理由で中退している[21]。
- 幼少期から視力が悪くコンタクトレンズを着用していたが、レーシック手術を受け視力が回復した[14]。

### 好きな曲・憧れの人物
- 最も憧れた人で「青春の軸」は鈴木亜美であると語っている[69]。人生に影響を与えたCDは、リアーナの『グッド・ガール・ゴーン・バッド』、ジャネット・ジャクソンの『ザ・ベスト・オブ・ジャネット・ジャクソン』、安室奈美恵の『Say the word』[70]。また初めて買ったCDはSMAPの『SMAP 001』だが、最新アルバムと間違えて買ったもので聴いた時は知らない曲ばかりで困惑したという[71]。

- 好きな音楽はドキドキする曲・男性ボーカルの切ない曲[72]。

- TOKIOに憧れていて、松岡昌宏の大ファンである[注釈 3]。

## 作品

### 配信シングル
| #  | 発売日         | タイトル                                        | 備考                                         | 収録アルバム   | 出典   |
| -- | -------------- | ----------------------------------------------- | -------------------------------------------- | -------------- | ------ |
| 1  | 2007年7月18日  | End of This Way                                 | 作詞・作曲、クリストファー・ヤングと共に編曲 |                |        |
| 2  | 2018年10月3日  | ララバイ feat.宇野実彩子 (AAA)                  | Sigala名義でのリリース                       | Honey Stories  | [ 73 ] |
| 3  | 2018年10月8日  | Lock on                                         |                                              | Honey Stories  | [ 73 ] |
| 4  | 2018年10月15日 | #one_love_pop                                   |                                              | Honey Stories  | [ 73 ] |
| 5  | 2019年1月7日   | ヨルソラ                                        |                                              | Honey Stories  | [ 74 ] |
| 6  | 2019年2月6日   | 咲いた春と共にあなたへ贈る言葉                  |                                              | Honey Stories  | [ 75 ] |
| 7  | 2019年11月10日 | サヨナラを選んだ私                              |                                              | Sweet Hug      | [ 76 ] |
| 8  | 2019年12月24日 | BLACK CHERRY -black honey mix-                  | 『Honey Stories』収録曲のニューバージョン。  | Sweet Hug      |        |
| 9  | 2020年7月17日  | Stand UP!                                       |                                              | Sweet Hug      | [ 77 ] |
| 10 | 2020年11月4日  | 最低な君にさっきフラれました                    |                                              | Sweet Hug      | [ 78 ] |
| 11 | 2021年8月18日  | 恋の罠しかけましょ ～FUNK THE PEANUTSのテーマ～ | FUNK THE PEANUTSの楽曲のカバー。             | All AppreciAte | [ 79 ] |
| 12 | 2021年11月30日 | All AppreciAte                                  |                                              | All AppreciAte | [ 80 ] |
| 13 | 2022年1月5日   | SKY                                             |                                              | All AppreciAte | [ 81 ] |
| 14 | 2022年2月14日  | Candy                                           |                                              | All AppreciAte | [ 82 ] |
| 15 | 2022年3月14日  | SMILE PEACE                                     |                                              | All AppreciAte | [ 83 ] |
| 16 | 2022年4月1日   | Orange                                          |                                              | All AppreciAte | [ 84 ] |
| 17 | 2022年12月23日 | celebrate                                       |                                              | PEARL LOVE     | [ 85 ] |
| 18 | 2023年2月1日   | going on                                        |                                              | PEARL LOVE     | [ 86 ] |
| 19 | 2024年2月14日  | I wish                                          |                                              | なし           | [ 87 ] |

### シングル
| # | 発売日        | タイトル             | 順位 | 販売形態        | 規格品番     | 初収録アルバム | 出典   |
| - | ------------- | -------------------- | ---- | --------------- | ------------ | -------------- | ------ |
| 1 | 2018年2月14日 | どうして恋してこんな | 7位  | CD+DVD+スマプラ | AVCD-83984/B | Honey Stories  | [ 88 ] |
| 1 | 2018年2月14日 | どうして恋してこんな | 7位  | CD+スマプラ     | AVCD-83985   | Honey Stories  | [ 88 ] |
| 1 | 2018年2月14日 | どうして恋してこんな | 7位  | FC限定 実彩子盤 | AVC1-94022/B | Honey Stories  | [ 88 ] |
| 2 | 2018年7月18日 | Summer Mermaid       | 11位 | CD+DVD+スマプラ | AVCD-94120/B | Honey Stories  | [ 89 ] |
| 2 | 2018年7月18日 | Summer Mermaid       | 11位 | CD+スマプラ     | AVCD-94121   | Honey Stories  | [ 89 ] |
| 2 | 2018年7月18日 | Summer Mermaid       | 11位 | FC限定 実彩子盤 | AVCD-94120/B | Honey Stories  | [ 89 ] |
| 3 | 2019年5月15日 | mint                 | 13位 | CD+DVD+スマプラ | AVCD-94417/B | Honey Stories  | [ 90 ] |
| 3 | 2019年5月15日 | mint                 | 13位 | CD+スマプラ     | AVCD-94418   | Honey Stories  | [ 90 ] |
| 3 | 2019年5月15日 | mint                 | 13位 | FC限定 実彩子盤 | AVC1-94419/B | Honey Stories  | [ 90 ] |

### アルバム
| # | 発売日        | タイトル       | 順位 | 販売形態              | 規格品番        | 出典   |
| - | ------------- | -------------- | ---- | --------------------- | --------------- | ------ |
| 1 | 2019年7月17日 | Honey Stories  | 5位  | CD+2DVD+PHOTOBOOK     | AVCD-96323/B～C | [ 91 ] |
| 1 | 2019年7月17日 | Honey Stories  | 5位  | CD+2Blu-ray+PHOTOBOOK | AVCD-96324/B～C | [ 91 ] |
| 1 | 2019年7月17日 | Honey Stories  | 5位  | CD+2DVD               | AVCD-96325/B～C | [ 91 ] |
| 1 | 2019年7月17日 | Honey Stories  | 5位  | CD+2Blu-ray           | AVCD-96326/B～C | [ 91 ] |
| 1 | 2019年7月17日 | Honey Stories  | 5位  | CD+DVD                | AVCD-96327/B    | [ 91 ] |
| 1 | 2019年7月17日 | Honey Stories  | 5位  | CD                    | AVCD-96328      | [ 91 ] |
| 2 | 2022年4月6日  | All AppreciAte | 13位 | CD+DVD+PHOTOBOOK      | AVZD-96948/B    | [ 92 ] |
| 2 | 2022年4月6日  | All AppreciAte | 13位 | CD+Blu-ray+PHOTOBOOK  | AVZD-96949/B    | [ 92 ] |
| 2 | 2022年4月6日  | All AppreciAte | 13位 | CD+Blu-ray            | AVCD-96950/B    | [ 92 ] |
| 2 | 2022年4月6日  | All AppreciAte | 13位 | CD+DVD                | AVCD-96951/B    | [ 92 ] |
| 2 | 2022年4月6日  | All AppreciAte | 13位 | CD                    | AVCD-96952      | [ 92 ] |
| 3 | 2023年9月6日  | PEARL LOVE     |      |                       |                 | [ 93 ] |

### ミニアルバム
| # | 発売日        | タイトル  | 順位       | 販売形態             | 規格品番     | 出典   |
| - | ------------- | --------- | ---------- | -------------------- | ------------ | ------ |
| 1 | 2021年1月6日  | Sweet Hug | 9位        | CD+DVD+PHOTOBOOK     | AVC1-96622/B | [ 94 ] |
| 1 | 2021年1月6日  | Sweet Hug | 9位        | CD+Blu-ray+PHOTOBOOK | AVC1-96623/B | [ 94 ] |
| 1 | 2021年1月6日  | Sweet Hug | 9位        | CD+DVD               | AVCD-96619/B | [ 94 ] |
| 1 | 2021年1月6日  | Sweet Hug | 9位        | CD+Blu-ray           | AVCD-96620/B | [ 94 ] |
| 1 | 2021年1月6日  | Sweet Hug | 9位        | CD                   | AVCD-96621   | [ 94 ] |
| 2 | 2024年7月10日 | I Wish    |            | CD+DVD               | AVCD-63608/B | [ 95 ] |
| 2 | 2024年7月10日 | I Wish    | CD+DVD     | AVCD-63608/B         |              | [ 95 ] |
| 2 | 2024年7月10日 | I Wish    | CD+Blu-ray | AVCD-63609/B         |              | [ 95 ] |

#### 映像作品
| # | 発売日              | タイトル                                          | 順位               | 販売形態           | 規格品番       | 出典   |
| - | ------------------- | ------------------------------------------------- | ------------------ | ------------------ | -------------- | ------ |
| 1 | 2020年4月29日       | UNO MISAKO LIVE TOUR 2019 -Honey Story-           | 2位                | 2DVD+PHOTOBOOK     | AVBD-92928～9  |        |
| 1 | 2020年4月29日       | UNO MISAKO LIVE TOUR 2019 -Honey Story-           | 2位                | Blu-ray+PHOTOBOOK  | AVXD-92930     |        |
| 1 | 2020年4月29日       | UNO MISAKO LIVE TOUR 2019 -Honey Story-           | 2位                | 2DVD               | AVBD-92931～2  |        |
| 1 | 2020年4月29日       | UNO MISAKO LIVE TOUR 2019 -Honey Story-           | 2位                | Blu-ray            | AVXD-92933     |        |
| 2 | 2021年12月29日      | UNO MISAKO Live Tour 2021 "Sweet Hug"             | 6位                | 2DVD+PHOTOBOOK     | AVBD-27452～3  | [ 80 ] |
| 2 | 2021年12月29日      | UNO MISAKO Live Tour 2021 "Sweet Hug"             | 6位                | 2Blu-ray+PHOTOBOOK | AVXD-27454～5  | [ 80 ] |
| 2 | 2021年12月29日      | UNO MISAKO Live Tour 2021 "Sweet Hug"             | 6位                | DVD                | AVBD-27456     | [ 80 ] |
| 2 | 2021年12月29日      | UNO MISAKO Live Tour 2021 "Sweet Hug"             | 6位                | Blu-ray            | AVXD-27458     | [ 80 ] |
| 3 | 2023年2月22日       | UNO MISAKO Live Tour 2022 -All AppreciAte-        |                    | 2DVD+PHOTOBOOK     | AVBD-27638～9  | [ 96 ] |
| 3 | 2023年2月22日       | UNO MISAKO Live Tour 2022 -All AppreciAte-        | 2Blu-ray+PHOTOBOOK | AVXD-27640～1      |                | [ 96 ] |
| 3 | 2023年2月22日       | UNO MISAKO Live Tour 2022 -All AppreciAte-        | DVD                | AVBD-27642         |                | [ 96 ] |
| 3 | 2023年2月22日       | UNO MISAKO Live Tour 2022 -All AppreciAte-        | Blu-ray            | AVXD-27643         |                | [ 96 ] |
| 4 | 2024年5月29日       | UNO MISAKO 5th ANNIVERSARY LIVE TOUR -PEARL LOVE- |                    | 2Blu-ray+PHOTOBOOK | AVXD-27762～3  | [ 97 ] |
| 4 | 2024年5月29日       | UNO MISAKO 5th ANNIVERSARY LIVE TOUR -PEARL LOVE- | 2DVD+PHOTOBOOK     | AVBD-27760～1      |                | [ 97 ] |
| 4 | 2024年5月29日       | UNO MISAKO 5th ANNIVERSARY LIVE TOUR -PEARL LOVE- | Blu-ray            | AVXD-27765         |                | [ 97 ] |
| 4 | 2024年5月29日       | UNO MISAKO 5th ANNIVERSARY LIVE TOUR -PEARL LOVE- | DVD                | AVBD-27764         |                | [ 97 ] |
| 5 | 2025年2月26日(予定) | UNO MISAKO PREMIUM LIVE TOUR 2024 - I wish -      |                    | 2Blu-ray           | AVXD-27839～40 | [ 98 ] |
| 5 | 2025年2月26日(予定) | UNO MISAKO PREMIUM LIVE TOUR 2024 - I wish -      | 2DVD               | AVBD-27837～8      |                | [ 98 ] |
| 5 | 2025年2月26日(予定) | UNO MISAKO PREMIUM LIVE TOUR 2024 - I wish -      | Blu-ray            | AVXD-27842         |                | [ 98 ] |
| 5 | 2025年2月26日(予定) | UNO MISAKO PREMIUM LIVE TOUR 2024 - I wish -      | DVD                | AVBD-27841         |                | [ 98 ] |

#### コラボレーション・シングル
| # | 発売日         | タイトル                                      | 備考                                 |
| - | -------------- | --------------------------------------------- | ------------------------------------ |
| 1 | 2015年10月21日 | あなたと明日も feat. ハジ→ & 宇野実彩子 (AAA) | SPICY CHOCOLATEの作品でコラボ。      |
| 2 | 2016年3月9日   | なろうよ                                      | 児嶋一哉（アンジャッシュ）とコラボ。 |

### 参加作品
| 発売日        | アーティスト | アルバム                                   | タイトル |
| ------------- | ------------ | ------------------------------------------ | --- |
| 2005年7月27日 | S.D.Preppy   | SLOW DANCE SLOW DANCE ORIGINAL SOUND TRACK | - Groovin / 宇野実彩子, Mayu - Good Time / 宇野実彩子, Mayu, ECO※リード・ボーカル - Now Is The Time / 宇野実彩子 |
| 2011年5月4日  | 小室哲哉     | Digitalian is eating breakfast 2           | L.W.R feat.Misako Uno, Naoya Urata (AAA) & Wataru Yoshida（Purple Days）                                         |
| 2012年5月4日  | 小室哲哉     | Digitalian is remixing                     | L.W.R feat.Misako Uno, Naoya Urata (AAA) & Wataru Yoshida (Purple Days) [Remixed by Jan Fairchild]               |

### ミュージック・ビデオ
- RAM WIRE『夢のあかし（大東京トイボックスver.）』（2014年）
- SPICY CHOCOLATE『あなたと明日も feat. ハジ→ & 宇野実彩子（AAA）』（2015年）※(Vocal ver.)
- 西島隆弘&宇野実彩子『Beauty and the Beast』（2017年）※ディズニー映画「美女と野獣」の主題歌をカバー。

## タイアップ
| 起用年 | 曲名                           | タイアップ先                                                                 | 出典    |
| ------ | ------------------------------ | ---------------------------------------------------------------------------- | ------- |
| 2017年 | どうして恋してこんな           | ラグーナテンボス 冬ラグーナ2017キャンペーンソング                            | [ 101 ] |
| 2019年 | ヨルソラ                       | ジオ・ワールド ビップ TVCMソング                                             |         |
| 2019年 | Summer Mermaid                 | 脱毛サロン「ラドルチェ」TVCMソング                                           | [ 102 ] |
| 2019年 | 咲いた春と共にあなたへ贈る言葉 | "JAL浪漫旅行2019"イメージソング                                              |         |
| 2019年 | dream girl                     | ラグーナテンボス ラグ夏2019キャンペーンソング                                |         |
| 2019年 | mint                           | 「ASPLUSH」TVCMソング                                                        |         |
| 2020年 | マイフレンド                   | 「JAL うの旅 in Hawaii」イメージソング                                       |         |
| 2021年 | SKY                            | 「住宅情報館」TVCMソング                                                     | [ 103 ] |
| 2021年 | SKY                            | 「アイリスオーヤマ株式会社」カラーマスクシリーズ TVCMソング                  | [ 104 ] |
| 2021年 | All ApperciAte                 | 『JAL うの旅 in 青森』イメージソング                                         | [ 105 ] |
| 2022年 | SMILE PEACE                    | 『cocone』 FEEL CHEERFUL プロジェクト                                        | [ 106 ] |
| 2022年 | Orange                         | 中京テレビ 『スタジオより愛をこめて』主題歌                                  | [ 107 ] |
| 2022年 | celebrate                      | 「冬スポ!!～WINTER SPORTS FESTA～」CMソング                                  | [ 108 ] |
| 2022年 | celebrate                      | 「CHANGE YOUR LIFE! 2022 -美容師はエンターテイナーだ。-」グランプリ CMソング | [ 109 ] |
| 2023年 | going on                       | J-WAVEバレンタイン・キャンペーン「A SONG FOR LOVE」キャンペーンソング        | [ 86 ]  |
| 2023年 | Say LOVE                       | 『エージーデオ24「ごきげんルーティン」』篇 Web CMソング                      | [ 110 ] |

## 主催

### ファンクラブイベント
- Ravina×UNO 25th Birthdayスペシャルイベント（2011年8月16日、東京都）[112]
- Ravina×UNO 26th Birthdayスペシャルイベント （2012年8月16日、東京都）[113]
- PEKO×UNOバースデーコラボ記念イベント『UNOと夏の想い出を作ろう!』（2013年8月22日、ヒューリックホール）[114][115]
- 28thバースデーイベント『MISAKO NO HEYA -実彩子の部屋-』心理テスト（2014年7月26日、品川インターシティホール）[116]
- 29thバースデーイベント『MEAT MEET and MISAKO』（2015年7月16日、グランドプリンスホテル高輪[117][118]。8月27日・2部制、ホテルニューオータニ大阪[119][120]）※くいだおれ後援
- uno time（2018年4月1日 - 4月30日　ホテル金沢 ダイヤモンドルーム　ホテルニューオータニ博多 芙蓉の間　ロイトン札幌 ロイトンホール　ホテルナゴヤキャッスル 天守の間　恵比寿ガーデンホール）

### キャンペーン
- ミサフィア トークショー「宇野実彩子トークショー×ミサコン」（2015年2月8日・2部制、ラゾーナ川崎プラザソル） [121]
- ミサフィア コーディネートコンテスト「ミサコン2015Winter」（2015年1月9日 - 2月8日）[122][123]
- ミサフィア コーディネートコンテスト「ミサコン2015Summer」（2015年5月29日 - 7月31日）[124][125]
- AAA Party入会キャンペーン「みさちあファンクラブイベント」（2016年3月31日・2部制、エプソン アクアパーク品川ステラボール）※伊藤千晃共催[126]

## 出演
AAAのメンバーとしての出演はAAA (音楽グループ)#出演を参照。ソロでの出演のみ記載。

### テレビ番組

#### テレビドラマ
- 彼らの海8（2006年2月26日、フジテレビ） - 本田麻依 役[127]
- 連続テレビ小説
  - 「瞳」（2008年、NHK総合） - 遠藤恵子 役[128]
  - 「梅ちゃん先生」（2012年、NHK総合/BS） - 矢吹あかね / 中島あかね 役[47]
  - 「梅ちゃん先生〜結婚できない男と女スペシャル〜」（2012年10月13日、20日、NHK BS） - 矢吹あかね 役
- 音女（2008年、テレビ朝日） - 主役（5本）[35]
- 特命係長 只野仁 第37話（2009年2月19日、テレビ朝日） - 米倉まどか 役[129]
- まっすぐな男（2010年1月12日‐3月16日、関西テレビ） - 松嶋美奈 役[130]
- GTO 正月スペシャル!冬休みも熱血授業だ（2013年1月2日、関西テレビ） - 夏川マリア 役[131]
- 青山ワンセグ開発 ちいさいぜ!ちょこやまくん 第2話（2013年4月19日、NHK教育） - ヒロイン・新代田ミサ 役[132]
  - 青山ワンセグ開発 ちいさいぜ!ちょこやまくん新作スペシャル（2015年3月27日、NHK総合/教育） - ヒロイン・新代田ミサ 役[133]
- 東京トイボックス（2013年10月5日‐12月21日、テレビ東京） - ヒロイン・月山星乃 役[134]
  - 大東京トイボックス（2014年1月4日‐3月29日、テレビ東京） - ヒロイン・月山星乃 役
- 恋愛ドラマをもう一度 劇中ドラマ「キスで乾杯」（2013年11月28日、LaLa TV） - 本人役[135]
- 鈴木光司 リアルホラー「鍵穴」（2015年6月27日、BSフジ） - 丸山早苗 役[136]
- 民衆の敵〜世の中、おかしくないですか!?〜 第4話（2017年11月13日、フジテレビ）- ファミレスのウエイトレス 役
- 名古屋行き最終列車2018 第4話（2018年2月6日、メ～テレ） - 相楽真紀 役
- ココア 鈴森香の回（2019年1月4日、フジテレビ） - 篠原音 役[137]
- トレース〜科捜研の男〜 第7話（2019年2月18日、フジテレビ） - 柏原依子 役[138]
- 癒されたい男（2019年4月11日 - 6月27日、テレビ東京） - ヒロイン・壇ノ浦リサ 役[139] / 壇ノ浦高祖母子（仮名）役（第11話）[140]

#### バラエティ/情報番組
- 音時間（2007年4月3日 - 2009年4月、テレビ東京）- 司会[141]
- リトル・チャロ2〜英語に恋する物語〜（2011年、NHK教育） - 3月のマンスリーゲスト[142][143][144][145][146]）

### WEBドラマ
- 会社は学校じゃねぇんだよ（2018年4月21日 ‐ 6月9日、AbemaTV） - ヒロイン・水川華子 役[147]

### ラジオ番組
- AAA宇野実彩子のラジオUNOッコリー（2011年10月4日 - 2014年6月24日、FM-NIIGATA）- パーソナリティ[148]
- イマ旬!サタデーナイト（2017年10月9日 - 2018年3月31日、ニッポン放送）- パートナー[149]

### 映画
- 呪怨 パンデミック（2006年、清水崇監督） - ミユキ 役[150]
  - フランス語吹替版（2006年）
  - 日本語吹替版（2007年）
- ランデブー!（2010年、尾崎将也監督） - 主演・谷山めぐる 役[151]

### 舞台
- LOVE LETTERS（2009年7月25日、ル テアトル銀座　by PARCO） - メリッサ 役[152]
- 源氏物語×大黒摩季songs〜ボクは、十二単に恋をする〜（2010年10月27日 - 11月7日） - 葵の上 役[153]
- 銀河英雄伝説 第一章 銀河帝国編（2011年1月3日 - 16日） - ヒルデガルド・フォン・マリーンドルフ 役[154]

### ライブ・コンサート
- 原田淳「Live DEPT.4#5」（2005年12月16日、原宿RUIDO）[155]
- 原田淳「Live DEPT.4#8」（2006年3月8日、Shibuya O-Crest）[155]
- FM OSAKA開局40周年記念プレミアム「E∞Tracks Live ＠大阪城ホール feat.ビッグバンドナイト」（2010年5月29日）[156]
- 紫吹淳芸能生活25周年記念コンサート「MYSELF」（2011年7月31日、ル テアトル銀座 by PARCO）[157]
- 川村ゆきえバースデー2012〜ゆっきー今年は禁断の生チャレンジ!!（2012年1月12日、東京カルチャーカルチャー）[158]
- 第三回 古坂大魔王 単独ライブ「結果、メンドクサイ男でした。」（2012年4月28日、恵比寿・エコー劇場）[159]
- SPICY CHOCOLATE『あなたと明日も feat. ハジ→ & 宇野実彩子 (AAA)』 配信記念・カップル限定イベント（2015年10月27日、シャルマンシーナ東京）[160]

### トークショー
- 東京オリンピック・パラリンピック招致委員会「TOKYO MOVE UPトークスペシャル」（2009年1月26日、東京ミッドタウンホール）[36]

### ファッションショー
- Girls Awardby CROOZ blog 2011SPRING／SUMMER（2011年11月12日）[161]
- 第15回TOKYO GIRLS COLLECTION by girlswalker.com 2012 A/W（2012年10月13日）[162]
- 第17回TOKYO GIRLS COLLECTION by girlswalker.com 2013 A/W（2013年8月31日）[163]
- 第18回TOKYO GIRLS COLLECTION by girlswalker.com 2014 S/S（2014年3月1日）[164]
- 第19回TOKYO GIRLS COLLECTION by girlswalker.com 2014 A/W（2014年9月6日）[165]
- 第20回TOKYO GIRLS COLLECTION by girlswalker.com 2015 S/S（2015年2月28日）[166][167]

### コンテスト・オーディション審査員
- 第24回ジュノン・スーパーボーイ・コンテスト 最終選考会[168]
- 第26回ジュノン・スーパーボーイ・コンテスト 最終選考会[168]
- 第1回キッズダンスフェスティバル決勝大会 [169]
- 第2回キッズダンスフェスティバル決勝大会[170]
- 第3回キッズダンスフェスティバル決勝大会 [171]
- 第4回キッズダンスフェスティバル決勝大会[172]
- SAPPORO COLLECTION VOCAL AUDITION 2017
- SAPPORO COLLECTION VOCAL AUDITION 2018

### アンバサダー
- 東京ガールズオーディション 2016
- 東京ガールズオーディション 2017

### イメージキャラクター
- ラグナシア冬季イルミネーション＆マッピングイベント「冬ラグーナ」

### ゲーム
- ぷよぷよクロニクル（2016年12月8日、ニンテンドー3DS） - アルル・ナジャ 役（ダウンロードコンテンツ限定）

### WEB CM
- グリフィン アスプラッシュ（2018年8月1日 - ）[173]
- JAL浪漫旅行・JAL うの旅　(2019 -)
- ファイントゥデイ エージーデオ24「ごきげんルーティン」篇[174]

### TV CM
- KFC クラッシャーズ 「クラッシュダンス」篇（2017年7月12日 - ）[175]
- グリフィン アスプラッシュ「あふれる笑顔」篇（2019年4月4日 - ）[176]
- ラグーナテンボス シーズンCM（2016 - 2017）
  - 「ラグーナで最高に楽しい夏」（2016年6月16日 - ）
  - 「史上最光の冬ラグーナ2016-2017」（2016年10月17日 - ）
  - 「私たちの夏は終わらない。」（2017年6月24日 - ）
  - 「史上最光の冬ラグーナ2017-2018」（2017年10月17日 - ）
- AND美容外科「美しくなるは、人間の権利だ」篇（2024年9月2日 - ）[177]

## 書籍

### 雑誌連載
- JUNON / 「JUNON」の『UNO』は、“うの”ですかっ！？ （2011年 - 2013年、主婦と生活社）
- JUNON / 「きになるうーの」（2014年 - 、主婦と生活社）
- Veggy / 「UNO'S Beauty Life」（2015年 - 、キラジェンヌ株式会社）

### 写真集・単行本
- 宇野実彩子フォトブック / UNO（2010年2月26日、講談社、撮影：松田忠雄）ISBN 978-4062161411
- 宇野実彩子フォトブック / UNO-BON（2012年6月1日、主婦と生活社、撮影：桑島智輝）ISBN 978-4391142082
- 宇野実彩子フォトブック / You Know-UNONU-（2014年5月16日、主婦と生活社、撮影：宮坂浩見）ISBN 978-4391145236
- 宇野実彩子フォトブック / Bloomin'（2016年7月13日、小学館、撮影：中村和孝）ISBN 978-4096822272
- AAA宇野実彩子写真集 / about time（2018年3月1日、小学館、撮影：倉本GORI）ISBN 978-4096822661
- すべての「キレイ」に理由がある #かわいい超え 大人メイク教本（2020年3月3日）
- 宇野実彩子(AAA)初のファンブック / Uno Book（2020年12月8日）
- 宇野実彩子（AAA）写真集 「All AppreciAte」(2022年7月16日、講談社) [178] ISBN 978-4-06-528551-0
- 宇野実彩子（AAA）The Four Seasons-5th Memorial Book-(2023年2月14日予定、KADOKAWA社) [179]

## ブランド
- uN°335」（2014年3月3日、7月26日）※ラ・フランス[180][181]
- 「Miss U...」（2015年7月18日）※ライチ[182]
- U☆M Love Charmクリスマスグリーン/ピンクパープル（2010年11月1日、Ravina）[183]
- U・M 25th Anniversary cross charm ネックレスSweet Pastel/Cool Black（2011年7月16日、Ravina）[184]
- UM 26th Anniversary shellcross silkbracelet Love coralpink/Bright mintblue/faith black-silver-（2012年6月1日、Ravina）[185]
- UNO 29th Anniversary PreciousPlateNecklaceイエローゴール/ドシルバー/ローズゴールド（2015年6月5日、Ravina）[186]
- 27th Anniversaryキャラクターグッズ「ペコちゃん×UNO48」（2013年7月23日、不二家）[187][188]
- タイツ/ストッキングブランド『Misafia』（SHO-BI）[189][190]
- L.O.G by U-REALM サロンクオリティーヘアケア